# (31564) 1999 FF9
(31564) 1999 FF9 est un astéroïde de la ceinture principale découvert en 1999.

## Description
(31564) 1999 FF9 a été découvert le 20 mars 1999 à la Station Anderson Mesa, un des deux sites d'observation de l'observatoire Lowell en Arizona (États-Unis), par le programme Lowell Observatory Near-Earth-Object Search (LONEOS).

### Caractéristiques orbitales
L'orbite de cet astéroïde est caractérisée par un demi-grand axe de 2,30 ua, un périhélie de 2,02 ua, une excentricité de 0,12 et une inclinaison de 5,94° par rapport à l'écliptique. Du fait de ces caractéristiques, à savoir un demi-grand axe compris entre 2 et 3,2 ua et un périhélie supérieur à 1,666 ua, il est classé, selon la JPL Small-Body Database, comme objet de la ceinture principale.

### Caractéristiques physiques
(31564) 1999 FF9 a une magnitude absolue (H) de 13,8 et un albédo estimé à 0,049.